# Vkie
vkie, BIGvkie, właściwie Łukasz Liszka (ur. 24 lipca 2000 w Łaziskach Górnych) – polski raper i autor tekstów.

## Kariera muzyczna
Swoją karierę rozpoczął w 2015 roku, publikując pierwsze utwory na platformie YouTube. Debiutował mixtapem Zanim poznałem dżunglę, który ukazał się 29 grudnia 2019 roku i był dostępny jedynie w formie cyfrowej.
15 października 2021 roku vkie wydał swój pierwszy album studyjny pt. Dżungla, a w lipcu 2022 roku opublikował minialbum zatytułowany Brak kontroli.
W grudniu 2022 roku singiel Zemsta, polskiego rapera Rusina, w którym vkie wystąpił gościnnie, zdobył status złotej płyty.
24 marca 2023 roku vkie wydał swój drugi album studyjny zatytułowany #VKIEszn, a jego trzeci album, Barbara, ukazał się 23 sierpnia 2024 roku.
Współpracował z wieloma polskimi artystami, w tym z White Widow, schafterem i Olszakumplem. 
21 stycznia 2024 roku singiel vkie o tytule My Kontra Oni został wyróżniony statusem złotej płyty.
24 kwietnia 2025 roku jego album Barbara otrzymał nagrode Popkiller w kategorii Newschoolowy Album Roku.

## Dyskografia

### Albumy studyjne
| Rok  | Album                                                                                                   | Certyfikat          | Sprzedaż       |
| ---- | --- | ------------------- | -------------- |
| 2021 | Dżungla - Data: 15 października 2021 - Wydawca: Łukasz Liszka - Format: CD, digital download, streaming | - ZPAV: złota płyta | - POL: 15 000+ |
| 2023 | #VKIEszn - Data: 24 marca 2023 - Wydawca: Łukasz Liszka - Format: CD, digital download, streaming       |                     |                |
| 2024 | Barbara - Data: 23 sierpnia 2024 - Wydawca: Łukasz Liszka - Format: CD, digital download, streaming     |                     |                |

#### Mixtape
| Rok  | Album                                                                                              |
| ---- | -------------------------------------------------------------------------------------------------- |
| 2019 | Zanim poznałem dżungle - Data: 29 grudnia 2019 - Wydawca: Łukasz Liszka - Format: digital download |
| 2022 | Brak kontroli - Data: 15 lipca 2022 - Wydawca: Łukasz Liszka - Format: CD, digital download        |

### Single
Jako główny artysta
| Rok  | Tytuł                                        | Certyfikat              | Album              |
| ---- | -------------------------------------------- | ----------------------- | ------------------ |
| 2019 | „Za dużo”                                    |                         | Singel niealbumowy |
| 2019 | „Nie widzisz”                                |                         | Singel niealbumowy |
| 2019 | „Mcqueen”                                    |                         | Singel niealbumowy |
| 2019 | „Johnny Test”                                |                         | Singel niealbumowy |
| 2019 | „A ja się śmieję”                            |                         | Singel niealbumowy |
| 2019 | „Britney”                                    |                         | Singel niealbumowy |
| 2019 | „Mental Breakdown”                           |                         | Singel niealbumowy |
| 2020 | „Dz*wko” (gośc. White Widow, Borowy)         |                         | Singel niealbumowy |
| 2020 | „Demo”                                       |                         | Singel niealbumowy |
| 2020 | „#Hot16challenge2”                           |                         | Singel niealbumowy |
| 2021 | „Bozo”                                       |                         | Dżungla            |
| 2021 | „Aleppo”                                     |                         | Dżungla            |
| 2021 | „Smi”                                        |                         | Dżungla            |
| 2021 | „Niemiło”                                    |                         | Dżungla            |
| 2021 | „My kontra oni”                              | - ZPAV: platynowa płyta | Dżungla            |
| 2021 | „Twardy łeb” (gośc. Rusina, Bary)            | - ZPAV: złota płyta     | Singel niealbumowy |
| 2022 | „Nie miej pretensji” (gośc. Macias)          | - ZPAV: złota płyta     | Singel niealbumowy |
| 2022 | „Tani luz” (gośc. Rusina)                    |                         | Brak kontroli      |
| 2022 | „Ogcali”                                     | - ZPAV: złota płyta     | Brak kontroli      |
| 2022 | „Nie umrę stary i spłukany”                  |                         | Brak kontroli      |
| 2022 | „Dwa kroki w tył”                            | - ZPAV: złota płyta     | Brak kontroli      |
| 2022 | „Grube b*by”                                 |                         | Singel niealbumowy |
| 2022 | „Napęd”                                      |                         | #VKIEszn           |
| 2023 | „Vkie się skończył”                          |                         | #VKIEszn           |
| 2023 | „Kiedyś nie było tam miejsc” (gośc. MłodyBA) |                         | #VKIEszn           |
| 2023 | „Omerta”                                     |                         | #VKIEszn           |
| 2023 | „Kiedy nas to zniszczy?”                     | - ZPAV: złota płyta     | Singel niealbumowy |
| 2023 | „Daj spokój”                                 | - ZPAV: złota płyta     | Singel niealbumowy |
| 2023 | „Szał”                                       |                         | Singel niealbumowy |
| 2023 | „120 wersów żeby zaje*ać co wasze”           | - ZPAV: platynowa płyta | Singel niealbumowy |
| 2023 | „Truskulowy 2”                               |                         | Singel niealbumowy |
| 2024 | „Czas cię goni”                              |                         | Singel niealbumowy |
| 2024 | „Dam ci porady”                              | - ZPAV: platynowa płyta | Singel niealbumowy |
| 2024 | „Wciąż jestem chory”                         |                         | Barbara            |
| 2024 | „W moich stronach”                           |                         | Barbara            |
| 2024 | „Intro”                                      |                         | Barbara            |
| 2025 | „2025 FREESTYLE”                             |                         | Singel niealbumowy |

Jako artysta gościnny
| Rok  | Tytuł                                                                                         | Certyfikat          | Album                        |
| ---- | --------------------------------------------------------------------------------------------- | ------------------- | ---------------------------- |
| 2019 | „Wróżkowie chrzestni” (White Widow; gośc. vkie)                                               |                     | Singel niealbumowy           |
| 2020 | „Madara” (Doli; gośc. vkie)                                                                   |                     | Trappin On Pluto             |
| 2020 | „Wszystko dla ludzi” (Pazzy; gośc. vkie, Awalas)                                              |                     | Singel niealbumowy           |
| 2021 | „Anioł Stróż” (noah & megot; gośc. vkie)                                                      |                     | Singel niealbumowy           |
| 2021 | „Noc oczyszczenia” (Yung Adisz; gośc vkie, lil wnyk)                                          |                     | Singel niealbumowy           |
| 2021 | „Grind” (Pazzy; gośc. vkie)                                                                   |                     | Singel niealbumowy           |
| 2022 | „Nazwij to sam” (Spawn; gośc. vkie)                                                           |                     | Respawn                      |
| 2022 | „Zbyt chore” (White Widow; gośc vkie, Młody West, $ierra)                                     |                     | Singel niealbumowy           |
| 2022 | „Zemsta” (Rusina; gośc. vkie, Bary)                                                           | - ZPAV: złota płyta | Energia wygrywania           |
| 2022 | „Bej Anthem” (White Widow; gośc. vkie)                                                        | - ZPAV: złota płyta | Parę głów dalej              |
| 2022 | „BBBefsztyk” (Olszakumpel; gośc vkie, Buffel)                                                 |                     | Big Belly Boy                |
| 2023 | „Jestem największy” (Mario; gośc. Macias, vkie)                                               |                     | Singel niealbumowy           |
| 2023 | „Members Only Cypher” (Members Only Festival; gośc. vkie, Aleshen, Fekir, Młody West, Malarz) |                     | Singel niealbumowy           |
| 2023 | „Kiedy pada deszcz” (Aleshen; gośc. vkie)                                                     |                     | Aleshen                      |
| 2023 | „Setki dróg” (Rusina; gośc. Aleshen, TPS, kidzlori, vkie)                                     |                     | Ostatnie dni przeklętych dni |
| 2023 | „Nie potrafię poradzić sobie po stracie” (Pazzy; gośc. vkie)                                  |                     |                              |
| 2023 | „Nie będę legendą” (Frosti; gośc. vkie, Pako)                                                 |                     |                              |
| 2023 | „Błędne koło” (Bary; gośc. vkie, asster)                                                      |                     | Demon’s Gate                 |

### Inne certyfikowane utwory
| Rok  | Tytuł                            | Certyfikat          | Album         |
| ---- | -------------------------------- | ------------------- | ------------- |
| 2021 | „Crazy Frog”                     | - ZPAV: złota płyta | Dżungla       |
| 2022 | „Fly” (gośc. Macias, Yung Adisz) | - ZPAV: złota płyta | Brak kontroli |